# 弗拉基米尔·沃伊诺维奇
弗拉基米尔·沃伊诺维奇（俄语：Влади́мир Никола́евич Войно́вич，1932年9月26日—2018年7月27日），俄罗斯作家、前苏联持不同政见者，苏联体制中“第一位真正的漫画作家”，曾帮助将萨哈罗夫拍摄的瓦西里·格罗斯曼《生活与命运》的手稿运出苏联出版。他最著名的作品包括讽刺史诗《二等兵伊万·琼金的一生与非凡冒险》和反乌托邦《莫斯科2042》。1980年，他被迫流亡并被苏联当局剥夺公民身份，但后来平反并于1990年搬回莫斯科。苏联解体后，他继续直言不讳地批评普京统治下的俄罗斯政治。